# Stacja benzynowa na Rynku we Wrocławiu
Stacja benzynowa na Rynku we Wrocławiu − zlikwidowana stacja benzynowa zlokalizowana na wrocławskim Rynku, na pl. Gołębim.

## Historia
Projekt zlokalizowania na Rynku stacji benzynowej pojawił się pod koniec lat 20. Rozpisano konkurs architektoniczny na projekt stacji. Początkowo planowano zlokalizować ją w północnej części pl. Gołębiego. Jednym z projektantów biorących udział w konkursie był architekt Alfred Hinderlich, który zaprojektował sześciostanowiskową stację, której lico dopasowane było do północnej linii zabudowy bloku śródrynkowego. Hinderlich zaprojektował zadaszenie dystrybutorów wsparte na trzech kolumnach, a w budynku stacji pomieszczenia administracyjne i dwa sklepy.
Ostatecznie projekt upadł, a w 1930 r. rozpoczęto budowę stacji po południowej stronie pl. Gołębiego, naprzeciwko kamienicy nr 13. Autorem zrealizowanego projektu był Ludwig Moshamer, który zaprojektował stację dwustanowiskową o szerokości sześciu metrów i długość czterech, przykrytą lekko ukośnym dachem wspartym na dwóch słupach. W budynku stacji Moshamer zaprojektował jedynie punkt sprzedaży gazet.
Stacja była własnością przedsiębiorstwa „OLEX Deutsche Benzin und Petroleum”, a po II wojnie światowej i przejęciu miasta przez Polskę Centrala Produktów Naftowych.
W 1967 roku przeprowadzono remont budynku, w ramach którego m.in. usunięto marblitowe płytki z elewacji i wymalowano stację w biało-niebieskie barwy CPN.
27 lipca 1973 roku prezydium Dzielnicowej Rady Narodowej Wrocław-Stare Miasto podjęło decyzję o rozbiórce stacji benzynowej na Rynku wraz z całą infrastrukturą i uporządkowaniu terenu do końca kwietnia 1974 roku, ponieważ istnienie stacji uznano za sprzeczne z wymogami urbanistyczno-architektonicznymi dla Rynku. CPN nie sprzeciwiało się decyzji, jedynie w lutym 1974 roku zwróciło się z prośbą o pozostawienie w ziemi dwóch zbiorników paliwa, gdyż koszt ich wydobycia uznano za zbyt wysoki. Zgoda na pozostawienie pojemników została wyrażona, Urząd Dzielnicowy nakazał jedynie zapełnienie ich piaskiem.